# Ріохський діалект

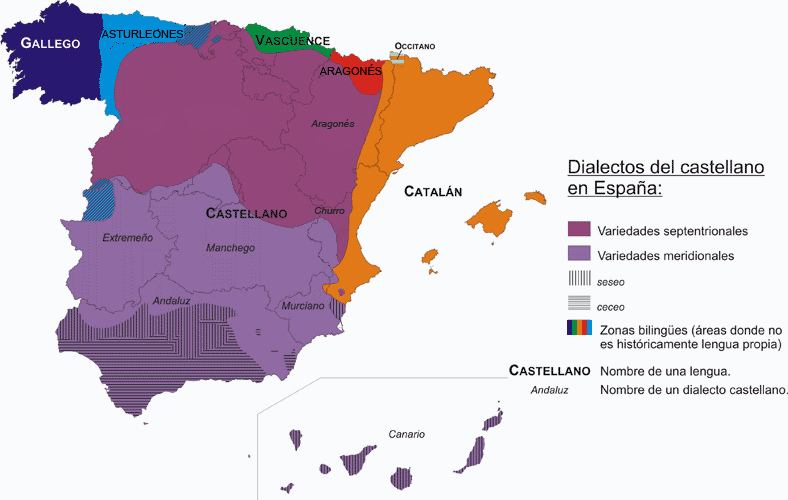
Мови та діалекти Іспанії у 1950

Ріохський діалект іспанської мови - це діалект іспанської мови, якою розмовляють на півночі Іспанії в області Ріоха. Його відмінність від інших діалектів полягає в тому, що він включив деякі риси арагонської і баскської мов.

## Лінгвістичні особливості
- Дифтонгізація, подібна до арагонської мови: luejo ('lejos').
- Збереження консонантних груп латинської 'pl , cl і т. д., як і арагонською мовою: plover ('llover'), flama ('flama').
- Збереження груп ns y mb: ansa ('asa'), lombo ('lomo').
- Перетворення звуків e і o на i і u наприкінці слів: pobri ('pobre'), prau ('prado').
- Вимова у деяких словах звуку r як ch: cuatcho ('cuatro').
- Збереження звуку b, що був у латинській мові, в закінченнях дієслів простого недосконалого часу дійсного способу: mordiba ('mordía').